# Геснерия
Геснерия, или Геснера (лат. Gesneria) — род травянистых растений семейства Геснериевые; типовой род семейства. Содержит около 54 видов из Бразилии и других стран Южной Америки. Используются как оранжерейные и комнатные декоративные растения.
Род получил название в честь швейцарского учёного-энциклопедиста Конрада Геснера (1516—1565), врача, ботаника, зоолога, минералога, филолога.

## Биологическое описание
Представители рода — травянистые растения с шишковидными корневищами, супротивными листьями и крупными красными, алыми или розоватыми цветами. Из колокольчатой 5-нарезной чашечки выставляется трубчатый, более или менее длинный, иногда слабо изогнутый венчик, слабо двугубый, с 2—4 тычинками; плод — 2—4-створчатая коробочка. Весьма изящные растения с большими бархатистыми листьями и ярко окрашенными венчиками.

## Агротехника и уход в комнатных и оранжерейных условиях
Местоположение. Геснерии — светолюбивые растения, однако им необходима защита от прямых солнечных лучей. Лучше всего геснерии чувствуют себя на восточных и западных окнах. Температура воздуха летом — 22-24°С.
Почва. Растения хорошо развиваются в смеси из равных частей листовой земли, перегноя или компоста, торфа и крупного речного песка. На дне горшка необходимо поместить дренажный слой из песка или гравия.
Полив. Поливают растения мягкой водой комнатной температуры, обильно, но не допуская застоя влаги. После пересадки и до начала активного роста полив должен быть умеренным, иначе может начаться загнивание клубней.
Влажность воздуха. Геснериям необходима высокая влажность воздуха, поэтому полезно почаще опрыскивать растения или ставить горшок в поддон с влажным торфом или галькой. Низкорослые виды прекрасно растут в террариумах.
Подкормка. С февраля по сентябрь геснерии подкармливают раз в 2 недели полным минеральным удобрением.
Зимнее содержание. Зимой геснерии нуждаются в периоде покоя, поэтому начиная с октября полив постепенно сокращают. Когда листья и стебель засохнут, полив прекращают совсем, в почве остаются лишь клубни. Их можно хранить до февраля, не вынимая из горшка, в темном месте при температуре 16-17°С. В феврале клубни пересаживают в свежий субстрат.
Размножение. С мая по август геснерии можно размножать стеблевыми и листовыми черенками, укореняя их в легком грунте, в чистом перлите, вермикулите или просто в воде. Для черенкования выбирают побеги, выходящие непосредственно из клубня или из пазух листьев. Также можно размножать делением клубней во время пересадки в феврале. Размножение семенами возможно в любое время года, за исключением зимних месяцев, однако это довольно трудоемкое занятие.

## На заметку
По циклу развития геснерия сходна с синнингией, однако она гораздо менее требовательна и более вынослива. Можно добиться цветения весной, осенью и даже зимой; всё зависит от сроков пересадки клубней. Главное — обеспечить растению период покоя. При пересадке почки необходимо засыпать землей, иначе при хорошем освещении растение зацветет слишком быстро, уже в марте. Кстати, таким образом можно регулировать время цветения. Геснерии совершенно не переносят засухи, и даже краткий период дефицита влаги может погубить растение.

## Виды
По информации базы данных The Plant List, род включает 54 вида:
- Gesneria acaulis L.
- Gesneria alpina (Urb.) Urb.
- Gesneria aspera Urb. & Ekman
- Gesneria auriculatum (Hook.) Kuntze
- Gesneria barahonensis Urb.
- Gesneria binghamii (Griseb.) C.V.Morton
- Gesneria brachysepala Urb. & Ekman
- Gesneria brevifolia Urb.
- Gesneria bullata Urb. & Ekman
- Gesneria calycina Sw.
- Gesneria calycosa (Hook.) Kuntze
- Gesneria christii Urb.
- Gesneria citrina Urb.
- Gesneria clandestina (Griseb.) Urb.
- Gesneria clarensis Britton & P.Wilson
- Gesneria cubensis (Decne.) Kuntze
- Gesneria cuneifolia (DC.) Fritsch
- Gesneria decapleura Urb.
- Gesneria denticulata Alain
- Gesneria duchartreoides (C.H.Wright) Urb.
- Gesneria ekmanii Urb.
- Gesneria exserta Sw.
- Gesneria filipes Alain
- Gesneria fruticosa (L.) Kuntze
- Gesneria glandulosa (Griseb.) Urb.
- Gesneria gloxinioides (Griseb.) Urb.Gesneria
- Gesneria haitiensis L.E.Skog
- Gesneria harrisii Urb.
- Gesneria heterochroa Urb.
- Gesneria humilis L.
- Gesneria hybocarpa Urb. & Ekman
- Gesneria hypoclada Urb. & Ekman
- Gesneria jamaicensis Britton
- Gesneria lanceolata Urb. & Ekman
- Gesneria libanensis Linden ex E.Morren
- Gesneria odontophylla Urb. & Ekman
- Gesneria onychocalyx L.E.Skog
- Gesneria pachyclada Urb.
- Gesneria parvifolia Alain
- Gesneria pauciflora Urb.
- Gesneria pedicellaris Alain
- Gesneria pedunculosa (DC.) Fritsch
- Gesneria pulverulenta Alain
- Gesneria pumila Sw.
- Gesneria purpurascens Urb.
- Gesneria reticulata (Griseb.) Urb.
- Gesneria salicifolia (Griseb.) Urb.
- Gesneria scabra Sw.
- Gesneria shaferi Urb.
- Gesneria ventricosa Sw.
- Gesneria vernicosa (Urb. & Ekman) Wiehler
- Gesneria viridiflora (Decne.) Kuntze
- Gesneria wrightii Urb.
- Gesneria zeziana Kitan.